# Wetter (rivière)
 (mars 2015).
Si vous disposez d'ouvrages ou d'articles de référence ou si vous connaissez des sites web de qualité traitant du thème abordé ici, merci de compléter l'article en donnant les références utiles à sa vérifiabilité et en les liant à la section « Notes et références ».
La Wetterest une rivière allemande de 68,8 km de long qui coule dans le land de la Hesse. Elle est un affluent de la Nidda et donc un sous-affluent du Rhin, par le Main.